# 东卡错
东卡错又称东恰错（藏語：མདུང་ཆགས་མཚོ，威利转写：mdung chags mtsho，THL：Dungchak Tso），位于中国西藏自治区那曲市班戈县境内，地处班戈县北部，湖面海拔4616米，面积46.7平方公里。湖岸线长33公里，发育系数1.36。湖区气候寒冷干燥，年均气温-4～-2℃，年均降水量300～400毫米。湖水主要依靠地表径流补给，集水区面积1381.3平方公里，补给系数29.5。